# Isidro Buceta
Isidro Buceta Buceta, nacido en Pontevedra en 1883 y fallecido en Madrid el 19 de abril de 1974, fue un abogado, periodista y escritor gallego.

## Trayectoria
Licenciado en Derecho por la Universidade de Santiago de Compostela (1904). Fue director del periódico El Progreso. Fue concejal y síndico del Ayuntamiento de Pontevedra y presidente del Recreo de Artesanos. Se vinculó al agrarismo en su última etapa en El Progreso, cuando se produjo la escisión entre monteristas y riestristas, apoyó el movimiento de Acción Gallega y a su líder Basilio Álvarez, e inició una campaña contra el marqués de Riestra. En 1916 se fue a Madrid donde ejerció la abogacía. En 1923, a raíz de los acontecimientos agrarios de Sobredo, fue invitado por el Ateneo de Madrid para explicarlo. Esta conferencia se publicó como El agrarismo gallego y su momento actual. En las elecciones municipales de abril de 1931 fue candidato de la coalición monárquica por Madrid. Durante la II República estuvo vinculado al Partido Agrario Español y en 1935 trató de impulsar su implantación en la provincia de Pontevedra.

## Obras

### Ensayo
- El agrarismo gallego y su momento actual, 1923.

### Poesía
- Humo al viento, 1960.
- Cantares y coplas, 1971.
- Aquel día (Veinticuatro horas), 1973.